# 亀岡郵便局
亀岡郵便局（かめおかゆうびんきょく）
- 京都府亀岡市にある郵便局。本記事にて記述する。
- 愛媛県今治市にある郵便局。局番号は61151。
- 山形県東置賜郡高畠町にある郵便局。局番号は85195。

亀岡郵便局（かめおかゆうびんきょく）は京都府亀岡市にある郵便局。民営化前の分類では集配普通郵便局であった。

## 概要
住所：〒621-8799 京都府亀岡市追分町谷筋25-17

## 沿革
- 1872年1月14日（明治4年12月5日） - 亀岡郵便取扱所として開設[1]。
- 1873年（明治6年） - 亀岡郵便役所となる。
- 1875年（明治8年）1月1日 - 亀岡郵便局（三等）となる。
- 1875年（明治8年）11月2日 - 為替取扱を開始。
- 1878年（明治11年） - 貯金取扱を開始。
- 1893年（明治26年）1月21日 - 亀岡郵便電信局となる。
- 1903年（明治36年）4月1日 - 通信官署官制の施行に伴い亀岡郵便局となる。
- 1956年（昭和31年）3月1日 - 電話通話および電報受付事務を除く電気通信業務を亀岡電報電話局に移管[2]。
- 1957年（昭和32年）9月 - 局舎新築落成。
- 1958年（昭和33年）7月1日 - 特定郵便局から普通郵便局に局種別改定するとともに、南条郵便局、馬路郵便局[3]、佐伯郵便局から集配業務を移管。
- 1977年（昭和52年）11月28日 - 亀岡市北町から同市追分町に移転。
- 1998年（平成10年）9月1日 - 外国通貨の両替および旅行小切手の売買に関する業務取扱を開始。
- 2007年（平成19年）3月5日 - 東別院郵便局から「621-01xx」区域（亀岡市（東別院、西別院地区））の集配業務を移管[4]。
- 2007年（平成19年）10月1日 - 民営化に伴い、併設された郵便事業亀岡支店に一部業務を移管。
- 2012年（平成24年）10月1日 - 日本郵便株式会社の発足に伴い、郵便事業亀岡支店を亀岡郵便局に統合。

## 取扱内容
- 郵便、印紙、ゆうパック、内容証明
- 貯金、為替、振替、振込、国際送金、国債、投資信託
- 生命保険、バイク自賠責保険、自動車保険
- ゆうちょ銀行ATM
- 「621-00xx」「621-01xx」「621-08xx」区域（亀岡市＝後述の地区を除く）の集配業務
- ゆうゆう窓口

## 周辺
- 亀山城跡、大本本部
- 保津川・曽我谷川

## アクセス
- JR山陰本線 亀岡駅から徒歩約3分
- 京阪京都交通バス、亀岡市コミュニティバス、亀岡市ふるさとバス 亀岡駅前停留所下車
- 京都縦貫自動車道 亀岡ICから北東へ約2km
- 駐車場あり：13台